# 默蒂亚里县

所在位置

默蒂亚里县(乌尔都语: ضلع مٹیاری)，巴基斯坦信德省的一个县，位于该省中部。县治位于默蒂亚里市。

## 行政区划
默蒂亚里县分为3个乡。